# Morgantown, Kentucky
Morgantown är en stad (city) och administrativ huvudort (county seat) i Butler County i delstaten Kentucky, USA. 2010 hade staden 2 394 invånare.